# پائولو سزار گوسمو
پائولو سزار گوسمو (پرتغالی: Paulo César Gusmão؛ زادهٔ ۱۹ مهٔ ۱۹۶۲) یک مربی فوتبال اهل برزیل است.
از باشگاه‌هایی که در آن بازی کرده‌است می‌توان به باشگاه فوتبال بوتافوگو و باشگاه ورزشی واسکو دوگاما اشاره کرد.